# 御霊神社 (五條市霊安寺町)
御霊神社（ごりょうじんじゃ）は、奈良県五條市にある神社。御霊本宮・御霊宮大明神・四所御霊大明神・宇智郡大宮・御霊さんとも呼ばれる。旧社格は県社。

## 祭神
祭神は次の4柱。
- 本殿：井上内親王（いのえないしんのう）
- 南脇社殿：他戸親王（おさべしんのう）
- 北脇社殿：早良親王（さわらしんのう）
- 別宮：火雷神（井上内親王第三子。伊邪那岐命が生んだ火雷大神とは異なる神）

## 歴史
御霊神社の御祭神である井上内親王は、聖武天皇の皇女として養老元年（717年）に生誕した。 ５歳で斎王として伊勢皇大神宮に出仕し、のちに白壁王の妃となる。宝亀元年（770年）、白壁王は第49代光仁天皇に即位。しかし政権争いに巻き込まれ、無実の罪により皇太子・他戸親王とともに大和国宇智郡没官の宅に流罪となり、宝亀6年（775年）4月25日逝去。
その後、都に天変地異が起こり悪疫が流行したため、朝廷は内親王母子の怨霊の祟りと恐れ、内親王を皇后に復し、霊安寺を建立し御霊を安め奉る。その頃に御霊神社も創建された。嘉禎4年（1238年）吉原・牧野両豪族の論争に起因し10社に分社したが、その後も宮分けが進み、400年余りの間に20余社の御霊神社が宇智郡（現在の五條市）に分祀された。

## 関係年表
- 養老元年（717年）：井上内親王誕生。父、聖武天皇。母、県犬飼宿禰廣刀自。
- 養老5年（721年）：井上内親王（5歳）、斎王として伊勢皇大神宮に出仕。
- 天平16年（744年）：井上内親王（28歳）、斎王解任。
- 天平19年（747年）：井上内親王（31歳）、白壁王と結婚。
- 天平宝宇5年（761年）：井上内親王（45歳）、他戸親王誕生。
- 宝亀元年（770年）：白壁王（62歳）、光仁天皇に即位。井上内親王（54歳）も皇后に。
- 宝亀2年（771年）：他戸親王（11歳）、立皇太子。
- 宝亀3年（772年）：巫蠱の罪により、井上皇后（56歳）・他戸皇太子（12歳）を廃す。
- 宝亀4年（773年）：光仁天皇の姉・難波内親王を厭魅した罪に問われ、井上内親王（57歳）・他戸親王（13歳）、宇智郡没官の宅に流罪幽閉。
- 宝亀6年（775年）：4月25日（27日とする説もある）、井上内親王（59歳）・他戸親王（15歳）母子ともに逝去。
- 宝亀7年（776年）：都に天災飢饉相次ぎ、母子の祟りと恐れられ、600人の僧に読経が命じられる。
- 延暦4年（785年）：藤原種継暗殺の黒幕として早良皇太子を廃し、淡路へ配流中に憤死。
- 延暦19年（800年）：葛井王が下向。井上内親王を皇后に復し、早良親王に崇道天皇を追称する。加えて同地に霊安寺を建立。御霊神社もこの頃に創祀されたと考えられている。
- 延暦24年（805年）：都で150人の僧が大般若経を読経し、母子の霊を慰める。霊安寺に稲3000束、調綿・庸綿各150斤が下賜される。
- 弘仁7年（816年）：霊安寺・御霊神社に太政官符として稲4000束を納む。
- 貞観5年（863年）：京都神泉苑にて御霊会が営まれる。
- 天永3年（1112年）：大般若経を納む（現在満願寺所蔵530巻）。
- 明治5年（1872年）：廃仏毀釈・神仏分離。所蔵の仏像・経文等は満願寺へ。
- 明治8年（1875年）：御祭神1100年祭斎行。
- 昭和19年（1944年）：社格県社に昇格。
- 平成2年（1990年）：鎮守の森コンサート第1回開催。第20回まで続く。
- 平成29年（2017年）：御祭神生誕1300年祭を予定。

## 祭事

### 年間祭事
- 4月第4日曜日：太々神楽祭（隔年斉行）
- 10月9日：節句祭（若宮『火雷大神』が年に一度御渡りして、本社母君『井上大神』と対面され、お祭りを受けられる伝統固有の祭典）
- 10月第4日曜日：例祭 （前日土曜：本社例祭。午後、神輿神幸渡御。五條御旅所宵宮祭。  当日日曜：五條巡幸。午後、霊安寺巡幸。夕刻、還座祭。）
- 2017年10月8日には、井上内親王の生誕1300年祭が開催される予定

## 文化財

### 重要文化財（国指定）
- 大般若経530巻（天永3年の奥書）。満願寺所蔵。

### 奈良県指定文化財
- 本殿：三間社流造。桃山様式。寛永14年（1637）造営の棟札・古文書が現存する。
- 木造御霊大神坐像：平安時代後期。

## 現地情報

### 所在地
- 奈良県五條市霊安寺町2206

### 交通アクセス
- JR和歌山線五条駅より、城戸・十津川方面行バス「霊安寺」下車、徒歩約3分
- JR和歌山線五条駅より、タクシー約5分
- JR和歌山線五条駅より、徒歩約30分